# Adriana Alves
Adriana Alves   (13 de setembre de 1995) és una velocista angolesa. Va competir en els 100 metres llisos al Campionat del Món de Pequín del 2015, sense avançar des de la primera ronda.

## International competitions
| Any  | Competició                    | Lloc         | Posició | Esdeveniment | Marca   |
| ---- | ----------------------------- | ------------ | ------- | ------------ | ------- |
| 2015 | Campionat del Món d'Atletisme | Pequín, Xina | 46a (h) | 100 m        | 12,19 s |

## Marques personals
Outdoor
- 100 metres – 12,19 (-1.6 m/s, Pequín 2015).
- 200 metres – 25,14 (+1.5 m/s, Leiria 2015).

Indoor
- 60 metres – 7,56 (Lisboa 2016).
- 200 metres – 25,45 (Pombal 2016).